# Kabouter Plop
Kabouter Plop is een kinderprogramma van Studio 100 waarin de belevenissen van de gelijknamige kabouter centraal staan. De reeks loopt sinds 27 augustus 1997.

## De reeks
De televisiereeks Kabouter Plop wordt geregisseerd door Bart Van Leemputten en bestaat uit korte filmpjes. De meeste filmpjes duren ongeveer vijf minuten, de speelduur kan variëren van drie tot negen minuten.
De filmpjes spelen zich meestal af in het Kabouterbos of in Plops paddenstoel, die de melkherberg wordt genoemd, waar plopmelk en plopkoeken te krijgen zijn. Vaak ontrolt het verhaaltje zich na een grap van de ondeugende Klus.
Elke aflevering begint met Plop die in bed ligt en vertelt over de belevenissen van de afgelopen dag. De belevenissen van de afgelopen dag begonnen vaak 's ochtends in Plops melkherberg, af en toe zijn er wat uitzonderingen. Aan het einde van de aflevering zegt hij dat hij naar 'Kabouterdromenland' gaat. Meestal zit er in elke aflevering wel een kleine levensles verpakt.
De televisieserie wordt (werd) uitgezonden door:
- VTM bij TamTam
- vtmKzoom (tot 2019)
- VTM Kids Jr. (vanaf 2019)
- Club RTL
- AVROTROS (in het kinderblok Zappelin)

## Afleveringen
De slingergrammofoon was de allereerste aflevering van Kabouter Plop. Die aflevering werd uitgezonden op 27 augustus 1997. Op 28 augustus 1997 werd de tweede aflevering Taart voor Kwebbel uitgezonden. In totaal zijn er 295 afleveringen opgenomen en uitgezonden. Er zijn na die tijd ook enkele speelfilms opgenomen. Vanaf september 2017 werden er nieuwe afleveringen uitgezonden onder de naam Plop en Felle.

## Buitenlandse versies
- Lutin Plop is de Franse versie van Kabouter Plop. Nagesynchroniseerde afleveringen vanaf 2005 tot 2007. Sinds 2007 worden de afleveringen heropgenomen met Franse acteurs.
- Plop el Gnomo is de Spaanse versie van Kabouter Plop. Nagesynchroniseerde afleveringen vanaf 2009.
- Kabauter Plop is de Duitse versie van Kabouter Plop. Nagesynchroniseerde afleveringen vanaf 2010.

## Rolverdeling
| Personage        | Acteur/actrice     | Periode                          |
| ---------------- | ------------------ | -------------------------------- |
| Kabouter Plop    | Walter De Donder   | 1997-heden                       |
| Kabouter Kwebbel | Agnes De Nul       | 1997-heden                       |
| Kabouter Lui     | Chris Cauwenberghs | 1997-2014                        |
| Kabouter Klus    | Aimé Anthoni       | 1997-heden                       |
| Kabouter Smul    | Luc Caals          | 1998-2007, 2010-2011, 2013-heden |
| Kabouter Smal    | Hilde Vanhulle     | 1999-heden                       |
| Kabouter Felle   | Maxine Janssens    | 2017-heden                       |

## Personages

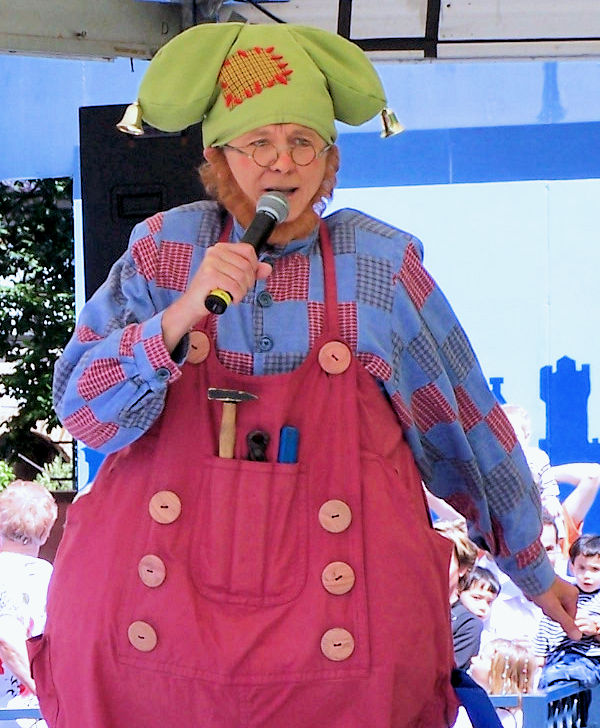
Kabouter Klus

De personages in de serie zijn karikaturaal. Alle kabouters hebben hun eigen typische eigenaardigheden. Kenmerkend voor alle kabouters zijn de uitermate dikke buiken (m.u.v. Kabouter Smal), lange cyrano-neuzen, de grote schoenen en de tweepuntige mutsen waarvan de punten overeind komen als ze schrikken. Hun taal is ook typisch voor wat betreft hun uitroepen.
Kabouter PlopPlop is de verstandigste en meest verantwoordelijke kabouter en tevens de enige kabouter die (bijna) geen standaardzinnen heeft. Hij is de uitbater van de melkherberg. Op zijn muts staat een hartje en hij heeft een witte baard.
Kabouter KwebbelKwebbel is een kaboutervrouwtje met lange blonde vlechten. Ze is praatgraag en herhaalt nodeloos alles wat er is gebeurd of gezegd. Ze is eerder angstig dan de overige kabouters in het Kabouterbos en bovendien snel verontwaardigd. Kwebbels zinnen beginnen standaard met: "Ik zal eens iets zeggen, hè?" Nadat ze haar zin heeft afgemaakt zegt ze dikwijls: "En dan zal ik nog eens iets zeggen," waar de andere kabouters haar vaak geïrriteerd op aanspreken, als dit het geval is zegt ze meestal: "Oeps, ik praat weer te veel, zeker?" Ze heeft een bloemetje op haar muts. Als zij ergens binnenkomt, groet ze de aanwezigen met: "Dag, dag, dag, dag."
Kabouter LuiLui, officieel Lucibert, is postbode van beroep. Na zijn kenmerkende uitspraak: "Ik word daar zo moe van." valt hij meestal direct in slaap, maar dit is niet altijd het geval. Als hij slaapt en het hem te veel wordt, vraagt hij meestal geïrriteerd: "Zeg, kan het niet een beetje stiller?". Met name in de speelfilms blijkt Lui echter ook erg gevoelig en een ware romanticus te zijn. Van alle mannelijke kabouters is Lui de enige die geen bril draagt. Op zijn muts staat een postduif met brief en hij heeft een donkere baard (soms donkergrijs, soms donkerbruin). Zodra hij ergens binnenkomt, groet hij de aanwezigen met: "Volk."
Kabouter KlusKlus haalt vaak grappen uit die meestal in zijn nadeel uitdraaien en hij klust graag. Klus probeert overal in uit te blinken of over op te scheppen, hetgeen hem vaak zuur opbreekt. Hij zegt voor hij zijn opschepperijen toont meestal: "Ja, dat is normaal, hè? Ah ja, ik ben als het ware de beste (...)er van heel het Kabouterdorp." Iets anders wat hij dikwijls zegt, vooral als hij enthousiast of iets van plan is, is: "Tsjoep tsjoep." Als Klus iets in elkaar gezet heeft, probeert hij zijn creaties vaak uit in Plops melkherberg en door zijn klungeligheid loopt dit vaak niet van een leien dakje. Zijn muts is opgelapt, hij loopt in een overall met onder andere een hamertje en hij heeft een rossige baard. Als hij ergens binnenkomt, is zijn vaste begroeting: "Hallokidoki."
Kabouter SmulDit personage werd toegevoegd in 1998. Smul heeft een obsessie voor voedsel (vooral plopkoeken en taart), eet erg veel en kan zich hierin niet bedwingen. Als hij iets eetbaars ruikt of iets hoort over eten, zegt hij dikwijls: "Lekker, lekker, lekker." Als hem wordt verteld dat hij moet wachten totdat de andere kabouters gaan eten, zegt hij meestal teleurgesteld: "Maar ik heb zo'n honger." Smul is kok van beroep. Deze kabouter is een stuk dikker dan de overige kabouters in het Kabouterbos. Hij heeft een lichtbruine nekbaard en op zijn muts pronkt de afbeelding van een deegrol. Zodra hij ergens binnenkomt, is zijn vaste begroeting: "Hoipiepeloi."
Kabouter SmalDit personage werd toegevoegd in 1999. Smal wordt gekenmerkt als de mooiste kabouter van het Kabouterbos. Haar naam verwijst waarschijnlijk naar het feit dat ze opvallend minder dik is dan alle andere kabouters in het Kabouterbos. Op haar muts staat een vlindertje. In de zak van haar rokje zitten steevast een spiegel en een poederborstel die ze gebruikt wanneer ze zegt: "Oepsie poepsie, dan moet ik me wel eerst nog een beetje mooi maken," waarna de mannelijke kabouters gewoonlijk reageren met: "Maar nee Smalletje, je bent al mooi genoeg!" Komt ze ergens binnen, dan groet ze de aanwezigen met: "Halloetoedeloe."
Kabouter FelleDit personage werd toegevoegd in 2017, naar aanleiding van de twintigste verjaardag van Kabouter Plop. Felle is het jonge nichtje van Kabouter Plop. Felle heeft net zoals Plop een hartje op haar muts en ze is te herkennen aan haar felblauwe schoenen.

## Speelfilms
Naast de televisiereeks zijn er speelfilms van Kabouter Plop gemaakt:

## Merchandise

### Boeken
1. De loopwedstrijd
2. Klus wil vliegen
3. Touwtrekken
4. Het spook
5. De schoorsteenveger
6. Het vlot
7. Feest in het bos
8. Dokter Kwebbel
9. Smul eet zijn buikje rond
10. De rolstoel
11. Agent Smal
12. Klus is uitvinder
13. Het moerasmonster
14. Klus klust
15. De taartengooier
16. De ruimtereis
17. De duikboot
18. De robot
19. Boodschap in een fles
20. Neefje Pats
21. De baby
22. De dierentuin
23. De kabouterbrandweer
24. De kaboutersint
25. Het kasteel van Klus
26. Het vliegtuig
27. Klus beklimt een berg
28. De kangoeroe
29. De schildpad
30. De ijspaddenstoel
31. Klus de goochelaar
32. Eendjes op bezoek
33. Feetje Fien
34. Het reuzenrad
35. De kabouterspelen
36. Het zwembad
37. Het bijtje
38. De beverdam
39. Het bibberbos
40. Hop Plop hop!
41. Stekelklus
42. Kabouter Bikkebik
43. Klus en de kevers
44. Lui in de was

### Strips
Na het succes van de speelfilms zijn er ook strips van verschenen. De reeks werd getekend door Wim Swerts en Vanas. De stripbewerking gebeurde door Jean-Pol. De strips werden uitgegeven door Studio 100. De strippersonages hadden een gastoptreden in het Kiekeboealbum: Bij Fanny op schoot.

### Liedjes
De liedjes van kabouter Plop waren een groot succes bij jong en oud. Hits als 'de Kabouterdans' stonden wekenlang in de hitlijsten van zowel België als Nederland en de liedjes werden zelfs gedraaid op feesten (met een vaak meerderjarig doelpubliek). 'De Kabouterdans' heeft in Nederland in 2000, 2001 en 2002 64 weken lang in de Mega Top 100 gestaan. Daarmee was het gedurende acht jaar de langst genoteerde single ooit. Op 2 februari 2010 werd het record verbroken. Dit liedje verbleef 67 weken in de Top 100.
Meestal zijn de liedjes gekoppeld aan specifieke, eenvoudige danspasjes (zie Ganzepas).

### Producten
Van 'Kabouter Plop' en zijn er diverse commerciële producten verkrijgbaar, zoals:
- Schoolgerief
- Kleding
- Plopkoeken
- Plopmelk
- Broodtrommels

### Pretparken
Het pretpark Plopsaland van het productiehuis Studio 100, waartoe ook kabouter Plop behoort, is gelegen in Adinkerke - De Panne in België (voormalig Meli Park). Sind 2005 bestaat er ook een indoor-pretpark in Hasselt, en werd ook het park bij de watervallen van Coo door Studio 100 aangekocht. In april 2010 opende het eerste Nederlandse park Plopsa Indoor Coevorden. In de Plopsaparken die zich bevinden in de Benelux worden regelmatig shows gegeven door Kabouter Klus. In april 2024 was er in het Studio 100 theater in Plopsaland de Panne de volledige theatershow "Plop en de knuffelbeer" te zien en in 2025 was er in de maand april de theatershow "Samen Kamperen" te zien.

### De Plopkrant
Vanaf 11 maart 1998 was er als gratis bijlage bij Het Laatste Nieuws en De Nieuwe Gazet 'De Plopkrant'. Dit was een magazine met brieven, verhaaltjes en spelletjes. Op 19 juli 2000 maakte 'De Plopkrant' na 124 edities plaats voor 'De Plopsakrant'.

## Discografie

### Albums
| Album met eventuele hitnotering(en) in de Nederlandse Album Top 100 | Datum van verschijnen | Datum van binnenkomst | Hoogste positie | Aantal weken | Opmerkingen |
| ------------------------------------------------------------------- | --------------------- | --------------------- | --------------- | ------------ | ----------- |
| 10 Ploptoppers                                                      | 1999                  | 17-04-1999            | 36              | 39           |             |
| Plop 3                                                              | 2001                  | 10-03-2001            | 87              | 4            |             |
| 10 Ploptoppers 2                                                    | 2001                  | 01-09-2001            | 13              | 31           |             |
| Kabouterkriebels                                                    | 2003                  | 25-10-2003            | 69              | 4            |             |

| Album met hitnotering(en) in de Vlaamse Ultratop 200 albums | Datum van verschijnen | Datum van binnenkomst | Hoogste positie | Aantal weken | Opmerkingen |
| ----------------------------------------------------------- | --------------------- | --------------------- | --------------- | ------------ | ----------- |
| Plop 1                                                      | 1998                  | 31-10-1998            | 2               | 77           |             |
| Plop 2                                                      | 1999                  | 06-11-1999            | 4               | 29           |             |
| Plop 3                                                      | 2000                  | 04-11-2000            | 4               | 24           |             |
| 10 Ploptoppers 2                                            | 2001                  | 08-09-2001            | 28              | 5            |             |
| Plop 4 - Sjoebi doebi dabidee                               | 2001                  | 13-10-2001            | 8               | 13           |             |
| Kabouterkriebels                                            | 2003                  | 25-10-2003            | 24              | 6            |             |
| Alle liedjes uit de Plopfilms                               | 2005                  | 24-12-2005            | 69              | 6            |             |
| 10 jaar hits                                                | 2007                  | 22-09-2007            | 2               | 21           |             |

### Singles
| Single met eventuele hitnotering(en) in de Nederlandse Top 40 | Datum van verschijnen | Datum van binnenkomst | Hoogste positie | Aantal weken | Opmerkingen                 |
| ------------------------------------------------------------- | --------------------- | --------------------- | --------------- | ------------ | --------------------------- |
| Het Ploplied                                                  | 1999                  | 27-03-1999            | 19              | 4            | Nr. 19 in de Single Top 100 |
| Kabouterdans                                                  | 2000                  | 31-03-2001            | 18              | 3            | Nr. 10 in de Single Top 100 |
| Lalala                                                        | 2001                  | -                     |                 |              | Nr. 37 in de Single Top 100 |
| Voetbaldans                                                   | 2010                  | -                     |                 |              | Nr. 3 in de Single Top 100  |

| Single met hitnotering(en) in de Vlaamse Ultratop 50 | Datum van verschijnen | Datum van binnenkomst | Hoogste positie | Aantal weken | Opmerkingen     |
| ---------------------------------------------------- | --------------------- | --------------------- | --------------- | ------------ | --------------- |
| Het Ploplied                                         | 1998                  | 23-05-1998            | 2               | 24           |                 |
| Kabouterdans                                         | 2000                  | 25-03-2000            | 9               | 26           |                 |
| La la la                                             | 2000                  | 04-11-2000            | 5               | 20           |                 |
| Sjoebi doebi dabidee                                 | 2001                  | 15-09-2001            | 31              | 3            |                 |
| Snuffeltje                                           | 2002                  | 05-01-2002            | tip14           | -            |                 |
| De ganzenpas                                         | 2002                  | 14-12-2002            | 30              | 7            |                 |
| De regendans                                         | 2003                  | 03-05-2003            | 34              | 4            |                 |
| Heen & weer                                          | 2003                  | 30-08-2003            | tip13           | -            |                 |
| Alles is leuker                                      | 2004                  | 06-11-2004            | tip10           | -            | met Jelle       |
| Weet dat het zonnetje schijnt                        | 2005                  | 10-12-2005            | 11              | 11           | met Frans Bauer |
| Laat ons dansen                                      | 2006                  | 30-12-2006            | 41              | 3            |                 |

### Digitale singles

#### Liedjes
- Kabouter Plop is jarig (2007)
- Hopsa (2009)
- Daar is het circus (2010)
- Tippie toe (2010)
- Biebabeloeba baby (2010)
- Wat een feest! (2012)
- Kabouterkermis (2013)
- Wat zou ik wensen? (2013)
- Dat zijn de Peppers (2015)
- Waar is mijn kaboutermuts? (2020)

#### Verhaaltjes
- Schatten in de beek (2010)

### Dvd's
| Dvd's met hitnoteringen in de Nederlandse Music Top 30 | Datum van verschijnen | Datum van binnenkomst | Hoogste positie | Aantal weken | Opmerkingen |
| ------------------------------------------------------ | --------------------- | --------------------- | --------------- | ------------ | ----------- |
| De ton en vele andere verhalen en liedjes...           | 1999                  | 22-05-1999            | 1(3wk)          | 4            |             |
| Lui bokser en vele andere verhalen en liedjes...       | 1999                  | 22-05-1999            | 1(6wk)          | 19           |             |
| Breien en vele andere verhalen en liedjes...           | 1999                  | 24-07-1999            | 1(3wk)          | 16           |             |
| Het ei en vele andere verhalen en liedjes...           | 1999                  | 04-12-1999            | 1(4wk)          | 6            |             |
| De kabouterschat                                       | 1999                  | 25-12-1999            | 1(16wk)         | 17           |             |
| Plop show - de Fopkampioen                             | 2012                  | 24-03-2012            | 3               | 26           |             |
| Plop show - Vakantie vol verrassingen                  | 2013                  | 10-08-2013            | 13              | 8            |             |
| Plop in de speelgoedwinkel                             | 2014                  | 28-06-2014            | 15              | 14           |             |
| De beste Plop shows volume 3                           | 2016                  | 05-03-2016            | 10              | 28           |             |
| Plop 20                                                | 2017                  | 02-09-2017            | 3               | 8            |             |

| Dvd's met hitnoteringen in de Vlaamse Ultratop muziek-dvd top 10/20 | Datum van verschijnen | Datum van binnenkomst | Hoogste positie | Aantal weken | Opmerkingen |
| ------------------------------------------------------------------- | --------------------- | --------------------- | --------------- | ------------ | ----------- |
| Plop show - Het circus                                              | 2010                  | 26-06-2010            | 1(2wk)          | 10           |             |
| Plop show - De fopkampioen                                          | 2012                  | 24-03-2012            | 1(6wk)          | 75           |             |
| Plop show - Vakantie vol verrassingen                               | 2013                  | 27-07-2013            | 1(5wk)          | 54           |             |
| Plop in de speelgoedwinkel                                          | 2014                  | 28-06-2014            | 1(9wk)          | 9*           |             |

## Theatershows
- Plopshow I (1998/1999)
- Plopshow II (1999)
- Plopshow III (2000)
- Lalala tour (2001/2002)
- Kabouter Plop en het kabouterfeest (2002/2003)
- Kabouterkriebels (2003/2004)
- Kabouter Plop en de Tovernootjes (2004/2005)
- Kabouter Plop en de Treitertrol (2005/2006)
- Kabouter Plop en het Muizenmeisje (2006/2007)
- Kabouter Plop en de muziekkampioen (2008)
- Kabouter Plop en het bezoek van Pinki (2008/2009)
- Kabouter Plop en het circus (2009/2010)
- Kabouter Plop gaat trouwen (2010/2011)
- Kabouter Plop de fopkampioen (2011/2012)
- Kabouter Plop: Vakantie vol verrassingen (2012/2013)
- Kabouter Plop: Plop in de speelgoedwinkel (2013/2014)
- Kabouter Plop: Plop en het sprookjesboek (2014/2015)
- Kabouter Plop: Het Plop-up restaurant (2018)
- Kabouter Plop: Een nieuwe muts voor Plop (2022)
- Kabouter Plop: Plop en de knuffelbeer (2024)
- Plop Show 'Samen Kamperen' (2025)

### Studio 100 Zomerfestival
Kabouter Plop, Klus, Kwebbel en Lui waren op alle Studio 100 Zomerfestivals aanwezig. In 2003 en 2004 waren ook Smul en Smal aanwezig.

## Trivia
Samen met Samson & Gert is het een van de populairste series van Studio 100.